# San Antonio (Jalisco)
San Antonio es una localidad del estado mexicano de Jalisco. Es parte del municipio de Tapalpa.

## Toponimia
El nombre «San Antonio» hace referencia al santo patrono de la localidad: Antonio de Padua.

## Demografía
| Gráfica de evolución demográfica |
|                                  |

| Censo | Población |
| ----- | --------- |
| 1900  | 386       |
| 1910  | 354       |
| 1921  | 421       |
| 1930  | 500       |
| 1940  | 533       |
| 1950  | 425       |
| 1960  | 461       |
| 1970  | 536       |
| 1980  | 619       |
| 1990  | 603       |
| 2000  | 644       |
| 2010  | 717       |
| 2020  | 1 050     |